# Friedrich Marquardt
Friedrich Marquardt (* 19. September 1909 in Nakel an der Netze; † 11. November 2007) war ein deutscher Politiker der SPD.

## Ausbildung und Beruf
Friedrich Marquardt besuchte die Volksschule und die Berufsschule. Er war Volontär, danach Radiotechniker und Werkstattleiter. 1942 legte er die Meisterprüfung ab. 1945 wurde er selbstständig.

## Politik
Friedrich Marquardt wurde 1928 Mitglied der Sozialistischen Arbeiter-Jugend und 1930 Mitglied der SPD. Er war Mitglied des Beirates für Mittelstandsfragen des Bundesvorstandes der SPD. Mitglied des Metallarbeiterverbandes wurde er 1926 und von 1928 bis 1933 fungierte er als Vorsitzender der Metallarbeiterjugend sowie als Vorsitzender des Gewerkschaftsjugendkartells im Allgemeinen Deutschen Gewerkschaftsbund (ADGB). Von 1952 bis 1969 war er Ratsherr der Stadt Essen. 
1926 wurde Marquardt Mitglied der Naturfreundejugend. Er war als Obermeister der Radio- und Fernsehtechniker-Innung, als stellvertretender Kreishandwerksmeister, sowie als Landesfachgruppenleiter im Innungsverband und stellvertretender Landesinnungsmeister tätig.
Friedrich Marquardt war vom 25. Juli 1966 bis zum 27. Mai 1975 direkt gewähltes Mitglied des 6. und 7. Landtages von Nordrhein-Westfalen für den Wahlkreis 065 Essen III.